# Annette Kolb
Pour les articles homonymes, voir Kolb.
Annette Kolb, de son vrai nom Anna Mathilde Kolb, née le 3 février 1870 à Munich et y est décédée le 3 décembre 1967, est une écrivaine, essayiste et pacifiste franco-allemande.

## Biographie
Elle est la troisième fille du jardinier paysagiste munichois Max Kolb et de la pianiste parisienne Sophie Danvin ; ceci fera que, toute sa vie et dans son œuvre, elle sera autant influencée par l'Allemagne que par la France. Son père Max Kolb est un enfant illégitime de la maison de Wittelsbach ; selon d'autres traditions, il serait le fils du prince Maximilien II de Bavière ou de Maximilien en Bavière. Dans le premier cas, le père d'Annette Kolb serait un demi-frère de Louis II, dans l'autre, un demi-frère de l'impératrice Élisabeth. Les grands-parents maternels sont un couple français de peintres paysagistes bien connu : Félix et Constance Danvin.
Annette Kolb grandit à Munich et passe ses premières années d'école dans l'institution monacale de Hall en Tyrol. Elle découvre l'écriture et publie avec son propre argent son premier livre en 1899.
Pendant la Première Guerre mondiale, elle s'engage fortement dans le mouvement pacifiste. Un plaidoyer véhément pour l'application de la raison et pour une compréhension mutuelle des peuples européens déclenche des émeutes après une conférence à Dresde le 11 janvier 1915. Le ministère de la Guerre bavarois impose en 1916 « en raison des activités pacifistes » un blocus de correspondance et de voyage. Grâce à Walther Rathenau, elle parvient à s'exiler en Suisse.
En 1923, elle revient à Badenweiler, où l'année précédente elle demanda aux architectes Paul Schmitthenner et Wilhelm Jost (de) de lui construire un domicile. Durant les années 1920, elle joue un rôle important dans la vie littéraire allemande. Ses romans décrivent la vie de la haute société de façon capricieuse et gracieuse. Rainer Maria Rilke s'inspire pour ses romans d'elle et de René Schickele, écrivain alsacien et défenseur de la réconciliation franco-allemande, qui entretiennent une relation amicale de 1914 à 1940. En 1929, la femme de lettres fait le portrait du Français Aristide Briand.
En 1933, Annette Kolb émigre à Paris et se voit retirer sa nationalité allemande par les nazis ; en 1936, elle obtient la nationalité française. En 1941, elle fuit pour New York. Après la guerre, elle vit jusqu'en 1961 entre Paris, Munich et Badenweiler.
Annette Kolb s’est toujours énergiquement définie comme une Franco-Allemande, par exemple, dans L’Âme des deux patries ou ses Lettres d’une Franco-Allemande, que ce soit dans la période de l’entre-deux-guerres ou après 1945.
Témoignage de cette orientation binationale et de son identité européenne pacifiste et humaniste, Annette Kolb publie peu de temps après la Seconde Guerre mondiale, simultanément en allemand et en français un petit ouvrage sur Wagner et Louis II (Le Roi Louis II de Bavière et Richard Wagner, Paris, 1947 – König Ludwig II.von Bayern und Richard Wagner, Amsterdam, 1947). Il s’agit d’un livre de souvenirs et d’anecdotes recueillis par l’auteure auprès de sa mère, centré sur la période munichoise du compositeur. Plus que la teneur du livre, c’est sa parution à une époque où le soupçon de la compromission avec le national-socialisme pesait sur l’œuvre de Wagner qui ne manque pas d’étonner, de nos jours encore. Elle suggère qu’il fallait distinguer l’œuvre de Wagner de son instrumentalisation par le pouvoir hitlérien.
Elle vit ses dernières années à Munich. Annette Kolb maintient jusqu'à un grand âge une activité littéraire, musicale, journalistique et politique. Sa tombe se situe dans le cimetière de l'église Saint-Georges de Bogenhausen.

## Récompenses et distinctions
- 1950 : élue à l'Académie bavaroise des beaux-arts
- 1955 : prix Goethe
- 1959 : grand officier de l'ordre du Mérite de la République fédérale d'Allemagne
- 1961 : chevalier de la Légion d'honneur
- 1961 : Ordre bavarois du Mérite
- 1966 : Pour le Mérite

## Œuvre
- 1899 : Kurze Aufsätze
- 1906 : L’Âme aux deux patries (compilation d'articles)
- 1913 : Das Exemplar (roman)
- 1917 : Briefe einer Deutsch-Französin
- 1921 : Zarastro. Westliche Tage (souvenirs de 1917-1918)
- 1924 : Wera Njedin (contes et récits)
- 1925 : Spitzbögen (nouvelle)
- 1928 : Daphne Herbst (roman)
- 1929 : Versuch über Briand (portrait)
- 1932 : Beschwerdebuch, (essai)
- 1934 : Die Schaukel (roman)
- 1937 : Mozart. Sein Leben. (biographie)
- 1941 : Schubert. Sein Leben. (biographie)
- 1947 : König Ludwig II. von Bayern und Richard Wagner (esquisse)
- 1954 : Blätter in den Wind (essai)
- 1960 : Memento (souvenirs de l'émigration)
- 1964 : Zeitbilder. Erinnerungen 1906-1964 (souvenirs de 1906 à 1964)

Édition en français
- 1916 : Lettres d'une Franco-allemande, Atar.
- 1938 : Mozart, traduit de l'allemand par Denise Van Moppès, préface de Jean Giraudoux, Albin Michel.
- 1947 : Le Roi Louis II de Bavière et Richard Wagner, Albin Michel.
- 1952 : Schubert, traduit de l'allemand par Denise Van Moppès, Albin Michel.
- 1994 : La vraie patrie, c'est la lumière !, correspondance entre Annette Kolb et Romain Rolland, 1915-1936, documents réunis par Anne-Marie Saint-Gilles, P. Lang, 1994.